# Bzzzt
Bzzzt je česká videohra, která byla vydána 13. listopadu 2023. Jedná se o 2D plošinovku, ve které hráč ovládá malého robůtka ve futuristickém prostředí, inspirovanou 8bitovými arkádami z 80. let 20. století. Hra vyšla pro macOS, Linux, Windows a Nintendo Switch.

## Hratelnost
Bzzzt je 2D retro plošinovka pro jednoho hráče s futuristickou tematikou. Její hratelnost a svět byly inspirovány například hrami Icy Tower, Mario, PSSST a R-Type, přičemž ve hře samotné se objevují různé reference na popkulturní témata, jako jsou Godzilla a terminátor. V rámci jednotlivých úrovní s pixelartovou grafikou, kterých je celkem 52, se objevují různá prostředí a herní mechanismy.
Hráč se v titulu ujímá robotické postavy jménem ZX8000, s nímž může hrát ve třech různých obtížnostech: lehké, normální a šílené. V prvních dvou obtížnostech má hráč tři životy, resp. jeden život, na každou úroveň, má však neomezený počet pokusů na dokončení hry; v případě šílené obtížnosti má ale pouze sedm životů na celou hru. V průběhu hry získává hráčova postava nové schopnosti, se kterými se robůtek stává více obratným. Jsou jimi například dvojskok, úhyb do strany a přenos energie, kdy se z postavy stane létající jiskra z jedniček a nul. Nicméně i na počátku pomalí nepřátelé se postupem stávají rychlejšími, přičemž jsou jejich zbraně v podobě cirkulárky nahrazeny laserovými paprsky.
Své výsledky lze porovnávat v globálních žebříčcích nebo překonávat časové rekordy v jednotlivých úrovních. Další výzvou pokud hru dohrajete není jen jiná úroveň, ale i sbírání bodů - šroubků a dohrání každého levelu s plným počtem. Titul je dostupný v devíti jazycích včetně češtiny.

## Příběh
Úvodní příběh ke hře je zasazen do roku 4096. V laboratoři vědců Emy a Roberta. Ti zasvětili život práci na nových technologiích a výsledkem je umělá inteligence ZX8000. Už jen zbývá jen přesunout vědomí do těla malého robůtka a otestovat všechny jeho funkce a schopnosti. Ačkoliv původní myšlenka vědců byla dobrá, u vzniku robůtka o velikosti toustovače nejde vše podle plánu. Testování přeruší padouch Badbert a robůtka ZX8000 čeká tedy těžký úkol. Musí zachránit vědce i celý svět.
Tam už přichází na řadu hráč, který postupně plní stále náročnější úrovně a pomáhá robůtkovi splnit úkol. S vědci se pak setkáváme i v průběhu hry a potkáváme stále nové nepřátele a různorodými schopnostmi a čím dál více sofistikovanější pasti. Nesmí chybět ani závěrečný boss fight a úrovně, které vybočují ze zavedených pravidel a musíte tedy překonat úplně jiný typ překážek, např. místo klasických platforem jde o únik před laserem, kde jde především o rychlost.

## Vývoj a vydání
Plošinovka Bzzzt vznikla v dílně vývojáře Karla Matějky, tvořícím pod jménem Ko.dll, který se za svou kariéru v herním průmyslu podílel na vývoji řady her, mezi nimi například na Colony 28, Bránách Skeldalu, Operaci Flashpoint, Mafii a Mementu Mori. Pracoval především ve společnosti Centauri Production, působil však i ve studiu Disney Mobile Games. Matějka vytvořil grafické zpracování titulu Bzzzt v podobě pixel artu; statické pozadí obsahuje 1,25 milionů ručně kreslených pixelů, jejichž vytvoření trvalo 4 roky. Hudbu ke hře složil Martin Landa s pomocí softwaru Rytmik, který se společně s Matějkou podílel též na tvorbě zvukových efektů.
Hra měla být původně vydána 20. července 2023 společností Cinemax a poté v září téhož roku, došlo však k jejímu odkladu na 13. listopad 2023. Vyšla pro osobní počítače se systémy macOS, Linux, Windows. V prosinci 2023 odhalil Matějka na konferenci Game Developers Session Prague vývoj portu hry na konzoli Nintendo Switch. Oficiální trailer vyšel v dubnu 2024 s plánovaným vydáním portu v témže roce v létě, vydání se nicméně uskutečnilo až 19. září 2024.

## Přijetí
| Agregátor  | Skóre           |
| ---------- | --------------- |
| Metacritic | PC: 91/100      |
| OpenCritic | 80 % doporučuje |

Titul Bzzzt získal od kritiků na stránce Metacritic „všeobecnou chválu“, přičemž na agregátoru recenzí OpenCritic jej doporučilo 80 % z nich.
V září 2022 obdržela hra na konferenci Game Developers Session Prague cenu ve dvou kategoriích – Best Design a Indie Community Vote. Bzzzt se v rámci hráčského hlasování umístilo na 6. místě žebříčku indie her roku 2023 na stránce Indie DB. Komunita českého webu INDIAN jej zvolila nejlepší indie hrou roku 2023.
V prosinci 2024 došlo ze strany čínských hráčů k review bombingu hry; důvodem měla být chybějící čínská lokalizace. Samotného Karla Matějku dokonce označili za rasistu. Ten však do hry přidal kromě české i například japonskou, francouzskou či italskou lokalizaci, přestože ne vždy mají vývojáři nezávislých her finanční prostředky na to je přidávat. Steam nakonec označil recenze za „nesouvisející s produktem“.